# Likiec
Likiec est une localité polonaise de la voïvodie de Couïavie-Poméranie et du powiat de Lipno,.

## Géographie

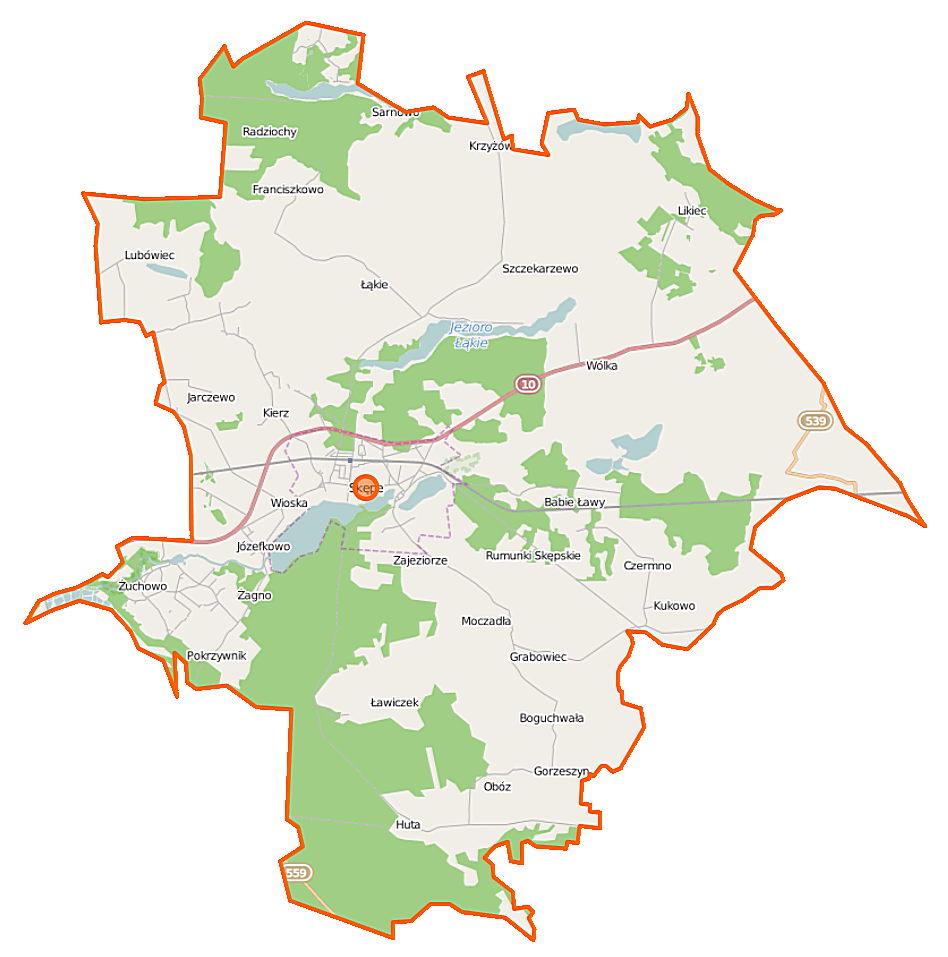
Carte de la gmina de Skępe.